# Пламен Гълъбов
Пламен Йорданов Гълъбов е български футболист, защитник, състезател на шотландския Дънди и на Националния отбор по футбол на България.

## Състезателна кариера
Започва да тренира футбол на 8-годишна възраст под ръководството на Александър Димов в частната школа на Иван Станчев – ФК Шумен 2007 в родния си град.
На 12 години се явява на ежегодните тестове в Академия Литекс където изиграва една контрола срещу отбора на ЦСКА и е одобрен от ръководството в лицето на Ферарио Спасов. Минава през всички възрастови формации на „оранжевите“, а треньори през годините са му били специалисти като Димитър Здравчев, Пламен Линков, Николай Димитров-Джайч, Евгени Колев и Даниел Моралес.
През 2012 година старши треньорът на Литекс Христо Стоичков го взима в първия отбор. Прави официален дебют за първия състав на 12 декември 2012 г. в мач за Купата на България срещу отбора на Спартак Варна, когато заменя в 56 мин. Илия Миланов.
През ноември 2013 г. подписва и първия си професионален договор.
Официалният му дебют в А група е на 14 декември 2013 г. срещу отбора на Локомотив Пловдив. В този мач треньора Златомир Загорчич пуска младока като титуляр, а Гълъбов играе на непривичния за него пост като ляв бек на мястото на контузения Антон Недялков. В даденото от съдията продължение получава втори жълт картон.
Първия си гол в А група бележи на 18 август 2014 година в шампионатен мач срещу отбора на Черно море..
През 2016 г. подписва с ЦСКА София. Първо попадение бележи за „червените“ на август 2020, при гостуването на Ботев Враца, спечелено с 1 – 2.
Носител на купата на България за сезон 2020/21.

## Национален отбор
На 16-годишна възраст получава първата си покана от селекционера на националния отбор до 17 години Александър Димитров. Има записани срещи срещу връстниците си от Малта, Албания, Румъния и Испания. За 19-годишната формация отново под ръководството на Ал. Димитров участва и в европейските квалификации, които се провеждат в Бремен, Германия, а България е в група с отборите на Португалия, Германия и Турция. Играе още срещу Италия, както и в квалификациите срещу отборите на Словакия, Гърция, Албания и Швеция.
Дебютира за първия отбор на България в двубоя с Ирландия, част от турнира на нациите, завършил 1 – 1 на стадион „Васил Левски“.

## Успехи
- Шампион Елитна юношеска група до 17 години 2010 – 11
- Шампион Елитна юношеска група до 19 години 2012 – 13
- Шампион Елитна юношеска група до 19 години 2013 – 14

 ЦСКА (София)
- Купа на България (1): 2021

 Макаби Нетаня
- Тото Къп (1): Тото Къп 2022/23

## Семейство
Пламен Гълъбов е син на бившия защитник на Шумен, Локомотив (София) и ЦСКА (София) Йордан Гълъбов.